# 4018 Bratislava
4018 Bratislava este un asteroid din centura principală, descoperit pe 30 decembrie 1980 de Antonín Mrkos.